# Palais Blanc
Le palais Blanc (en serbe cyrillique : Бели двор ; en serbe latin : Beli dvor) est un palais serbe situé à Belgrade. Il fait partie du Complexe royal, un ensemble de résidences royales et d'espaces verts situé dans le quartier de Dedinje, l'une des zones les plus résidentielles de la capitale serbe. Le Complexe royal couvre une superficie de 100 hectares dont 27 entourent le Palais royal et 12 le Palais blanc.

## Histoire
Le palais Blanc fut conçu par l’architecte Aleksandar Đorđević dans un style néo-palladien, vraisemblablement inspiré par les manoirs anglais du XVIIIe siècle, comme celui de Ditchley. Ses intérieurs furent décorés par la maison française Jansen dans le style géorgien. Les meubles sont de style russe du XIXe siècle. Pendant la construction du Palais royal, le roi Alexandre Ier de Yougoslavie souhaita bâtir une maison pour ses enfants, c'est ainsi que naquit le Palais blanc.
Après l'assassinat du roi en 1934 à Marseille, la reine Marie et les enfants princiers, dont le jeune roi Pierre II qui était âgé de 11 ans, résidèrent au Palais royal et au Novi dvor situés dans le centre de Belgrade, ce dernier devenant la résidence officielle de la famille et, plus tard, le siège de la présidence serbe. La construction du Palais blanc se poursuivit jusqu'en 1936, date de l'achèvement des travaux. Il devint alors la résidence du prince régent Paul de Yougoslavie et de sa famille en attendant que le roi Pierre II obtienne sa majorité.
Après la Seconde Guerre mondiale, sous la république fédérative socialiste de Yougoslavie, le palais Blanc fut utilisé par Tito et, plus tard, par Slobodan Milošević. Après la révolution des bulldozers du 5 octobre 2000, la famille royale, qui vivait au Royaume-Uni, fut invitée à revenir en Yougoslavie, ce qu'elle fit en 2001. Le prince Aleksandar Karađorđević, sa femme Catherine et les trois enfants du prince vivent aujourd'hui dans le complexe royal.

## Visites
Le palais Blanc est ouvert au public les fins de semaine entre avril et novembre.

## Collection d'art
Le palais abrite différentes collections, dont des peintures d'Eugène Fromentin, Simon Vouet, Nicolas Poussin, Sébastien Bourdon, Albrecht Altdorfer, Rembrandt, Paolo Veronese, Antonio Canaletto, Breughel, Biagio d'Antonio, Giuseppe Crespi, Franz Xaver Winterhalter, Đura Jakšić, Stevan Todorović, Ivan Meštrović et Vlaho Bukovac.